# Orwell (Ohio)
Orwell is een plaats (village) in de Amerikaanse staat Ohio, en valt bestuurlijk gezien onder Ashtabula County.

## Demografie
Bij de volkstelling in 2000 werd het aantal inwoners vastgesteld op 1519.
In 2006 is het aantal inwoners door het United States Census Bureau geschat op 1505, een daling van 14 (-0,9%).

## Geografie
Volgens het United States Census Bureau beslaat de plaats een oppervlakte van
4,3 km², geheel bestaande uit land. Orwell ligt op ongeveer 259 m boven zeeniveau.

## Plaatsen in de nabije omgeving
De onderstaande figuur toont nabijgelegen plaatsen in een straal van 24 km rond Orwell.